# Alejandro Escalona
Alejandro Escalona (Santiago del Cile, 14 agosto 1979) è un ex calciatore cileno, di ruolo difensore.

## Caratteristiche tecniche
Era un terzino sinistro che il suo allenatore Hugo de León descriveva come "fisicamente forte e bravo in marcatura".

## Carriera

### Club

#### In Europa
Cresciuto nel Colo Colo, dopo aver disputato un buon Campionato sudamericano Under-20 1999 nel gennaio 2000 viene portato in Italia, con passaporto comunitario, al Torino, che per assicurarselo batte la dichiarata concorrenza del Perugia e del Neuchâtel Xamax.
In granata però vivrà un'esperienza fallimentare, nell'ambito di una stagione negativa per la squadra che si concluderà con la retrocessione in Serie B, scendendo in campo in appena 3 occasioni (nelle quali peraltro rimedia 2 cartellini gialli).
A fine stagione, dopo aver trattato il suo cartellino col Napoli i granata lo cedettero al Benfica per la stessa cifra pagata sei mesi prima, ossia 1,2 milioni di dollari, ma anche qui conoscerà poca fortuna, anche a causa di sospetti sulla regolarità del suo passaporto comunitario, sospetti alimentati anche dai precedenti falsi accertati da parte di uno dei suoi agenti, Pablo Tallarico.
Si conclude così una parentesi europea molto poco soddisfacente.

#### Ritorno in Sudamerica
A sorpresa trova ingaggio presso il River Plate, che sborsa 400.000 dollari per il suo cartellino, ma presto si vede comunicare dall'allenatore Manuel Pellegrini, peraltro suo connazionale, che non rientra nel suo progetto tecnico; dopo una stagione ai margini (una sola apparizione in campo) torna quindi in Cile, all'Everton, dove resta per due stagioni.
Nel 2005 va in Brasile, al Grêmio, che lo contrattualizza dopo che la dirigenza lo ha visionato in alcuni video.
Pochissime occasioni in campo anche qui, quindi il passaggio in Serie B al Náutico dove non scende mai in campo.
Nei due anni successivi va e torna due volte dal suo vecchio Everton al San Luis de Quillota, nella seconda serie cilena, prima di trasferirsi al Curicó Unido; dopo quest'ultima esperienza resta disoccupato, allenandosi con altri calciatori cileni senza contratto in attesa di una chiamata, che non arriverà.

### Nazionale
Partecipa con buon profitto al Campionato sudamericano Under-20 1999 tenutosi in Argentina, dove il Cile arriva alla fase finale, pur non classificandosi fra le prime quattro nel girone conclusivo.